# Araneus boneti
Araneus boneti är en spindelart som beskrevs av Levi 1991. Araneus boneti ingår i släktet Araneus och familjen hjulspindlar. Inga underarter finns listade i Catalogue of Life.